# کران (تاجیکستان)

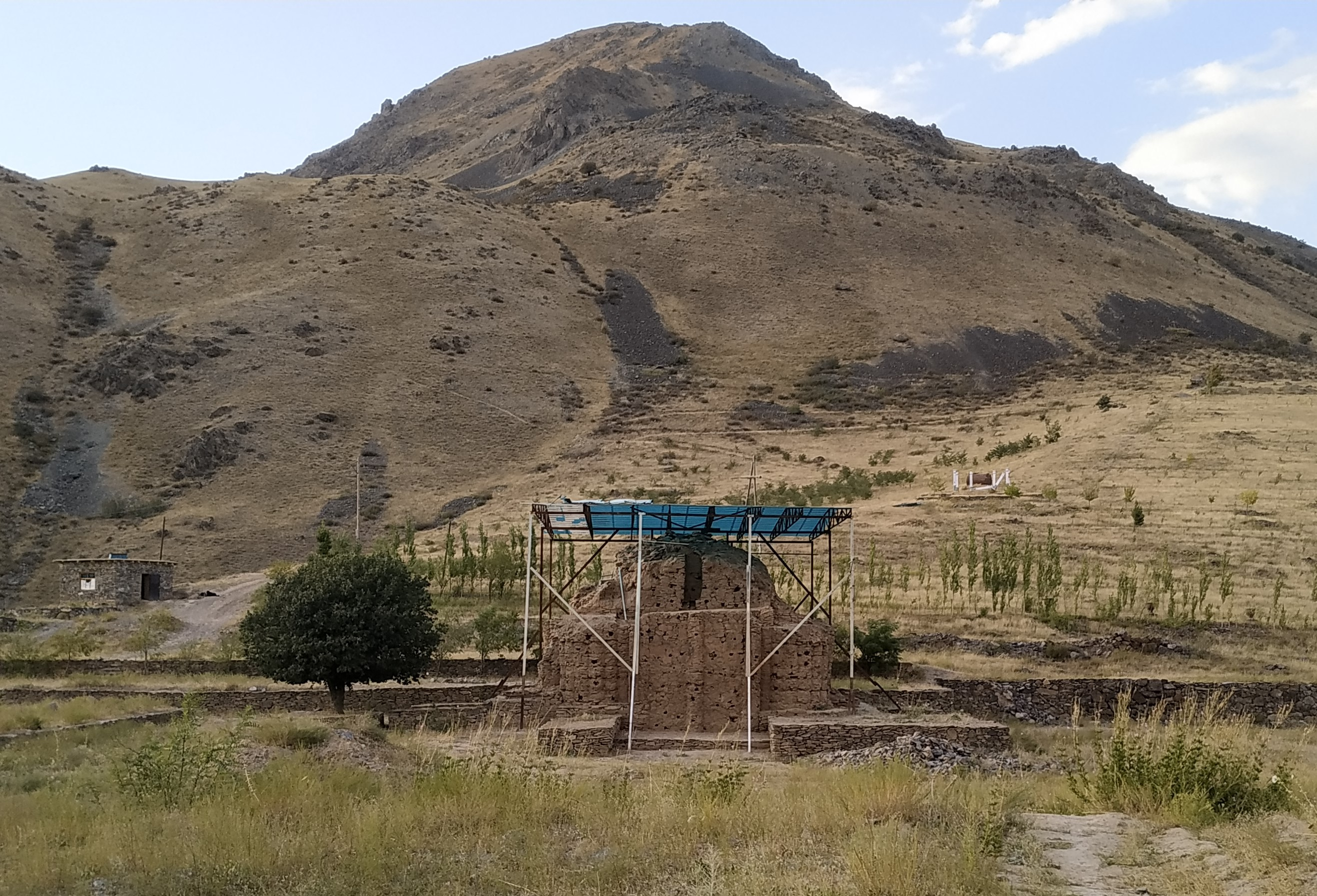
آتشکدهٔ کران

کَران - شهری باستانی در شرق جمهوری تاجیکستان است، که ۵ کیلومتر شرق‌تر از شهرک قلعه خمب — مرکز ناحیه درواز در ولایت مختار کوهستان بدخشان جای دارد.
بازمانده‌های شهر کران را باستان‌شناس تاجیک یوسف‌شاه یعقوب در سال ۲۰۱۲ بازیافته است.
این شهر در قدیم پایتخت پادشاهی کران بوده، که قلمرو آن سرزمین ناحیه سنگوار و ناحیه‌های درواز و ونج ولایت مختار کوهستان بدخشان جمهوری تاجیکستان و ولوسوالی‌های پنجگانه درواز ولایت بدخشان افغانستان، یعنی خواهان، کوف‌آب، شِکَی، نُسَی و مایمی را در بر می‌گرفت. کهنترین یادکرد نوشتاری از پادشاهی کران در اثر ابن خردادبه «المسالک و الممالک» آورده شده‌است، که «شاهان کران به پادشاهان طاهری چهار هزار درهم خراج می‌پرداخته‌اند».
کاوش‌های باستان‌شناسی بازمانده‌های شهر کران در سال ۲۰۱۲ آغاز شده و آنها را پژوهشگاه تاریخ، باستان‌شناسی و مردم‌شناسی فرهنگستان علوم جمهوری تاجیکستان با سرمایه‌گذاری بنیاد «معلم کوهستان» و شرکت باستان‌شناسان از روسیه، ایران، فرانسه و بلژیک انجام می‌شوند.
شهر کران در بلندی ۱۷۰۰–۲۰۰۰ متر از سطح دریا بر فرازی کوهی در کرانل راست رود پنج ساخته شده، که آن را مانند به شهر ماچو پیکچو در پرو کرده و از این رو کران را «ماچو پیکچوی تاجیکستان» خوانده‌اند.
مساحت شهر ۱۰۰ هکتار بوده و در آن نیایشگاه‌های زردشتی - آتشکده پنج‌گنبده، نیایشگاه‌های آب و باد، بازمانده‌های ساختمان‌های مسکنی و اداری یافت شده‌اند. در کنار نیایشگاه آب چند تالار بزرگ است، که بیش از ۵–۶ متر بلندی دارند و از تخته‌سنگ‌ها ساخته شده‌اند. میان تخته‌سنگ‌ها چوب برس (سرو کوهی) گذاشته‌اند. تالارهای نیایشگاه 24X48 متر مساحت دارند. پلکانی، که به نیایشگاه آب می‌فرایند همه برابرند و ۲٫۵ متر پهنا دارند.
بالاتر از این دو نیایشگاه، میدان چوگان‌بازی جای دارد، که 48x300 متر مساحت و تا ۱۰۰۰ کس گنجایش دارد. این میدان نشیمن‌هایی جداگانه و سایه‌دار برای نشست شاهان و درباریان و بیسایبان برای مردم داشته‌است.
کاوش‌ها در این مکان نشان داده‌اند، که مردم در این شهر از سده‌های پیش از میلاد تا سده‌های ۱۵–۱۶ میلادی زندگی می‌کردند. ساختمان‌ها دوطبقه‌ای بوده و شهر با توجّه به مسائل تأمین امنیت بنیاد شده‌است. یعنی وی در بلندی قرار داشته و تمام راه‌های منتهی به نزدیک شهر از دیدبانگاه‌های شهر نظارت می‌شدند.